# Георгий (Коренистов)
Архиепископ Георгий (пол. Arcybiskup Jerzy, в миру Алексей Васильевич Коренистов; 14 (26) марта 1900, Санкт-Петербург — 16 ноября 1979, Лодзь, Польша) — украинский и польский религиозный деятель. Сначала епископ Украинской автокефальной православной церкви, а позднее — епископ Польской православной церкви, архиепископ Лодзинский и Познанский.

## Биография
Родился в семье купца Василия Коренистова и Зинаиды Балуковой. С юных лет поступил в Почаевскую Лавру. После октябрьской революции земли, где он жил, отошли к Польше.
В период между 1 января и 21 сентября 1921 года значится в документации командования Лагеря Интернированных № 15 в Торуни как работающий там фельдшер.
В 1922 году поступил в Виленскую духовную семинарию, однако через год покинул её, после чего поступил VI класс Волынской духовной семинарии, располагавшейся в Кременце, которую он окончил в 1924 году.
23 августа 1924 году епископом Полесским и Пинским Александром (Иноземцевым) пострижен в монашество с именем Георгий. 24 августа рукоположён в сан иеродиакона, а 29 августа — во иеромонаха.
Состоя в числе братии Почаевской Лавры, он окончил в 1931 году Богословский факультет Варшавского университета со степенью магистра богословия. Был игуменом обители.
В 1930 году получил польское гражданство.
В 1931—1932 годы был последовательно настоятелем приходов в Радоме и Кельцах. Возглавлял эти приходы в период, когда оба потеряли храмы, изъятые в пользу католической церкви. Богослужения отправлял в основном в частных домах.
В 1933 году занял миссионерский приход во Львове, откуда был переведён на должность игумена Жировицкого монастыря.
В 1935 году назначен благочинным и настоятелем прихода в Лунинце на Полесье.
С 1938 года в сане архимандрита состоял членом Полесской духовной консистории в Пинске.
8 февраля 1942 года в домовой церкви св.Николая города Пинска состоялась его хиротония во епископа Брестского, викария Полесской епархии, как первого рукоположённого архиерея Украинской Автокефальной Православной Церкви (УАПЦ). Хиротонию совершили архиепископ Александр (Иноземцев) и епископ Поликарп (Сикорский). Новорукоположённый архиерей принял участие в хиротонии Никанора (Абрамовича) и Игоря (Губы). Он оставался на этой кафедре до декабря 1943 года.
С 1944 года проживал в Варшаве в подвале митрополичьего дома.
31 декабря 1946 был назначен временный управляющим Православной Администратуры на Возвращённых Землях.
27 мая 1947 митрополит Варшавский и всей Польши Дионисии (Валединский) направил его в приход св. Александра Невского в Лодзи в качестве настоятеля. Его рукоположён в сан епископа были под сомнением, учитывая сомнительность, касательную обстоятельств создания УАПЦ. Признана 31 декабря 1947 года.
26 апреля 1948 года был включён во временную Коллегию, Управляющую Польской Православной Церковью под председательством архиепископа Тимофея (Шрёттера).
В конце июня 1948 года — представитель польской делегации Православной Церкви в Польше, прибывшей в Москву к Святейшему Патриарху Алексию по делу воссоединения Польской Православной Церкви с Русской Православной Церковью. 22 июня 1948 года, в качестве епископа Лодзинского, подписал акт о воссоединении Польской Православной Церкви с Московской Патриархией и о даровании ППЦ автокефалии.
В 1948 году назначен епископом Лодзинским.
В 1951 года — епископ Лодзинско-Познанский.
9 апреля 1958 году возведён в сан архиепископа.
С 24 мая 1962 по 26 мая 1965 года и с 29 марта 1969 по 24 января 1970 года временно исполнял обязанности Предстоятеля Польской Автокефальной Православной Церкви.

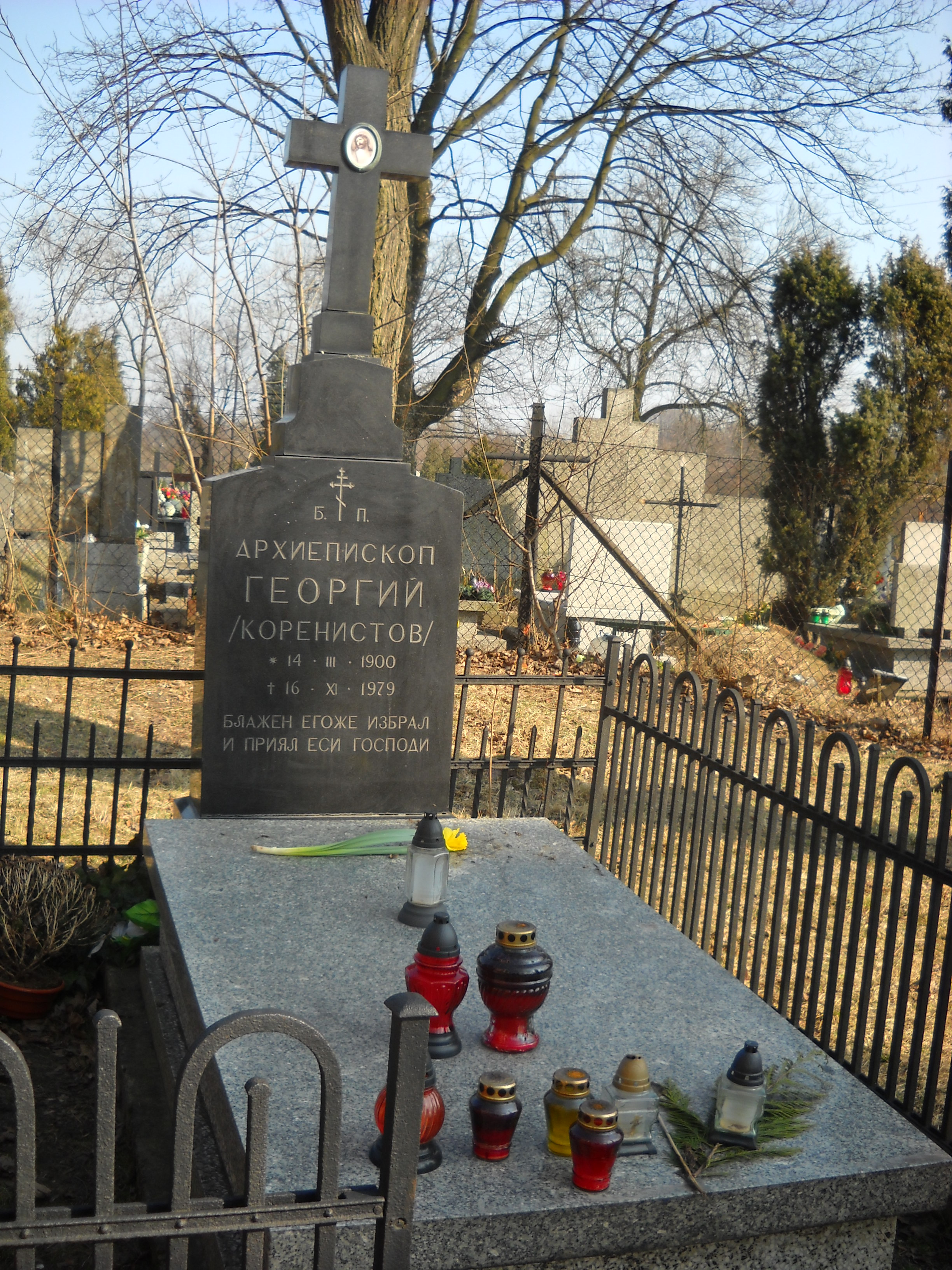
Могила Архиепископа Георгия

Скончался 16 ноября 1979 года в Лодзи. Похоронен в Лодзи на православном кладбище на Долах, близ кладбищенской церкви Успения Божией Матери. Был последним иерархом православной церкви в Польше русского происхождения.